# Torrevieja

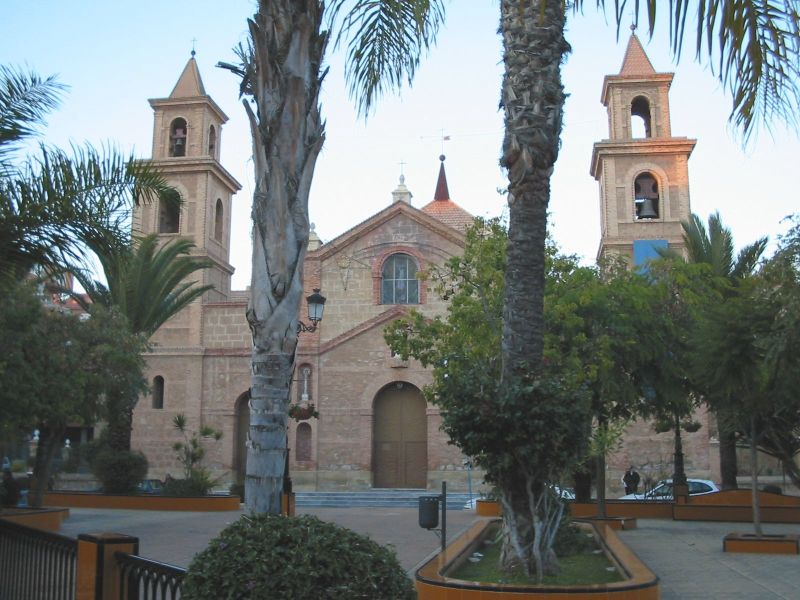
Biserica Imaculata Concepțialor

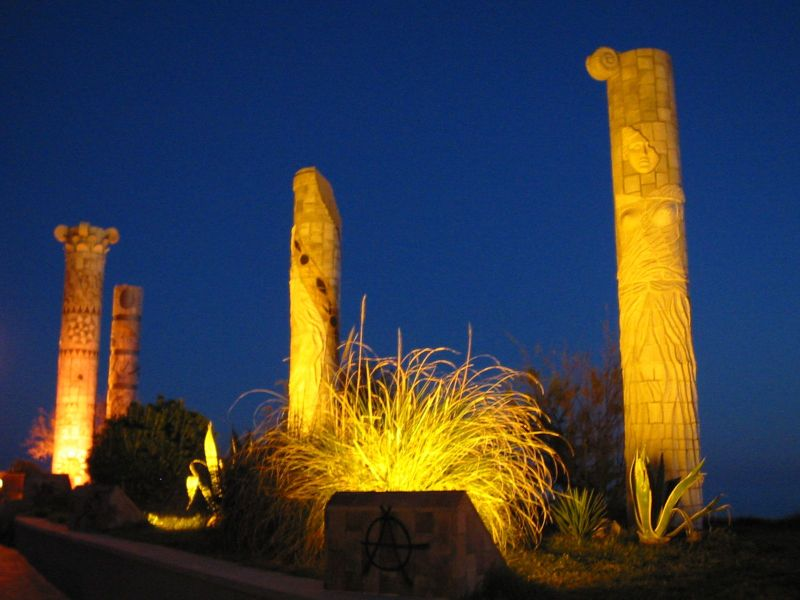
Torrevieja: monumentul culturii Mediteranelor

Torrevieja este un municipiu în Provincia Alicante, Comunitatea Valenciană, Spania. Situat în sudul provinciei, acesta se situează pe malul Mării Mediterane, în apropierea parcului natural ce găzduiește lagunele de La Mata și Torrevieja. Are 84 213 de locuitori și este al 5-lea oraș al Comunității Valenciene și al treilea în provincia Alicante după Alicante și Elche.

## Geografia
Orașul se învecinează cu Guardamar del Segura în nord, Orihuela în sud, Los Montesinos, Rojales și San Miguel de Salinas în vest, iar în est este Marea Mediterană. Orașul se întinde pe 71 km pătrați și are 20 km de țărm cu următoarele plaje: La Mata, Los Locos, El Cura, El Acequión, Los Náufragos.

## Populația
Numărul locuitorilor orașului este de 84 213, conform Institutului Național de Statistică Spaniol din 2016 ,dintre care: 59,89% spanioli, 5,59% ruși, 5,59% britanici, 3,19% ucrainieni, 3,13% marocani, 2% români, 1,88% bulgari, 1,24% suedezi, 1,22% germani, 16,28% alte naționalități.

## Economia
Principalele ocupații ale locuitorilor sunt turismul și serviciile. Alte ramuri mai reprezentative și în același timp tradiționale sunt pescuitul și extracția sării din laguna Mata, de aici extrăgându-se anual 600 000 tone.

## Orașe înfrățite
- Cadiz, Spania
- Callosa de Segura, Spania
- Pola de Siera, Spania
- Oviedo, Spania

## Locuri de interes turistic
- Pasajul digului Levante pe toată lungimea digului s-a construit o pasarelă cu pardoseală din lemn ce permite lungi plimbări între ape
- Parcul Națiunilor în care se găsește un lac în forma hărții Europei
- Pasajul Juan Aparicio
- Parcul Morii de Apă
- Muzee Plutitoare
- Muzeul Mării și Sării
- Teatrul Municipal
- Muzeul Săptămânii Mari (de la Semana Santa)
- Sala de Expoziții Vistalegre
- Parcul Natural Las Lagunas de la Mata y Torrevieja
- Palatul Muzicii
- Crângul de palmieri
- Cazinoul